# Énergie de liaison gravitationnelle
Pour les articles homonymes, voir Énergie de liaison.

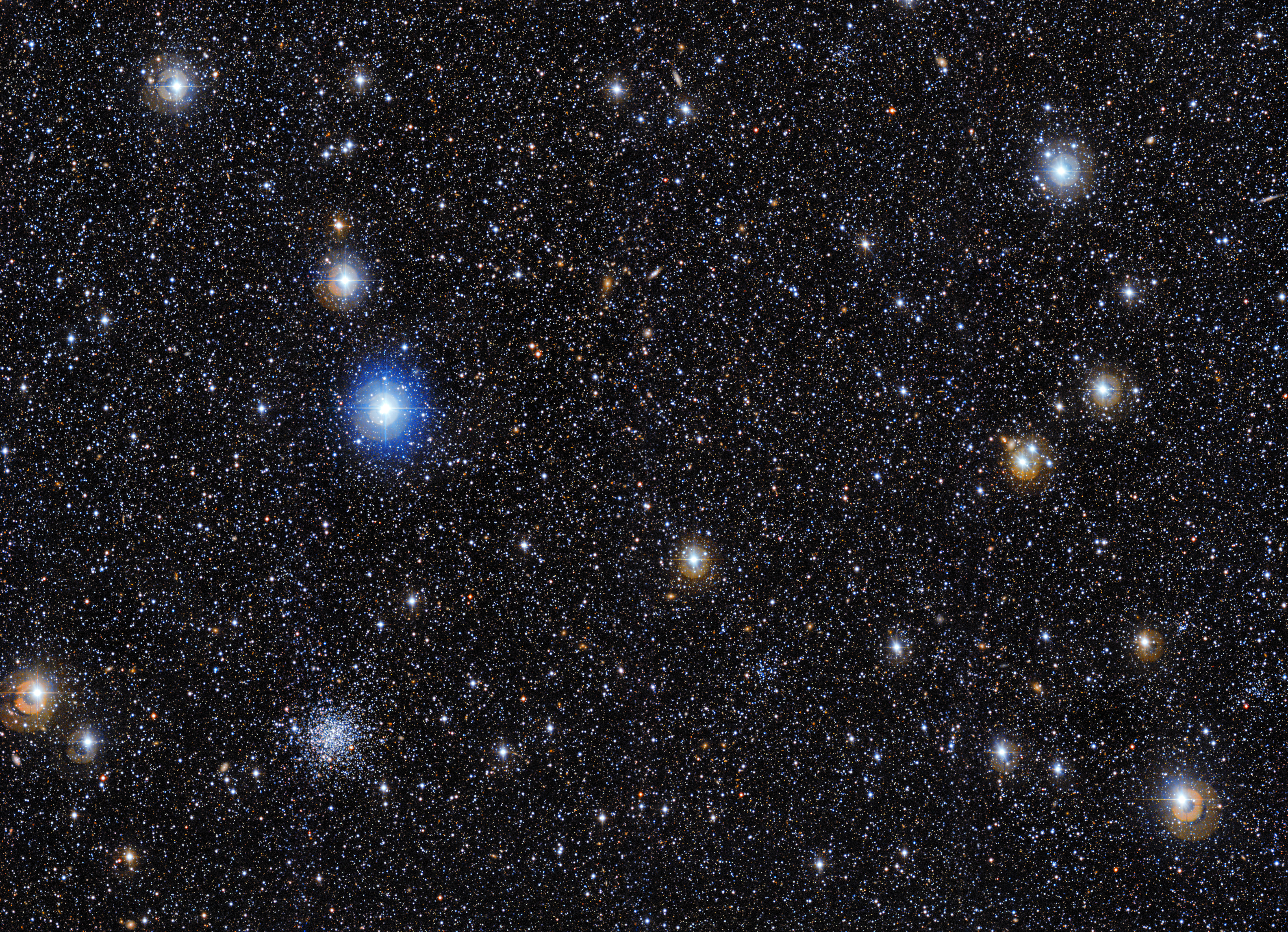
Les amas de galaxies sont les plus grandes structures gravitationnellement liées connues de l'univers.

L'énergie de liaison gravitationnelle d'un système est l'énergie minimale qui doit lui être ajoutée pour que le système cesse d'être dans un état lié à la gravitation. Un système gravitationnellement lié a une énergie potentielle gravitationnelle inférieure (c'est-à-dire plus négative) que la somme des énergies de ses parties lorsqu'elles sont complètement séparées - c'est ce qui maintient le système agrégé conformément au principe de l'énergie potentielle totale minimale (en).
Pour un corps sphérique de masse volumique uniforme, l'énergie de liaison gravitationnelle {\displaystyle U} est donnée par la formule :
{\displaystyle U=-{\frac {3GM^{2}}{5R}}}
où {\displaystyle G} est la constante gravitationnelle, {\displaystyle M} est la masse de la sphère et {\displaystyle R} est son rayon,.
Selon le théorème du viriel, l'énergie de liaison gravitationnelle d'une étoile doit être d'environ deux fois son énergie thermique interne pour que l'équilibre hydrostatique soit maintenu. Au fur et à mesure que le gaz d'une étoile devient plus relativiste, l'énergie de liaison gravitationnelle requise pour l'équilibre hydrostatique se rapproche de zéro et l'étoile devient instable (très sensible aux perturbations), ce qui peut conduire à une supernova dans le cas d'une étoile de masse élevée en raison de fortes pression de radiation, ou à un trou noir dans le cas d'une étoile à neutrons.

## Dérivation pour une boule uniforme
L'énergie de liaison gravitationnelle d'une boule de rayon {\displaystyle R} est calculée en séparant celle-ci couche par couche de l'extérieur vers l'intérieur et en considérant que l'épaisseur de chacune des couches est infinitésimal ({\displaystyle dr}).
En supposant une masse volumique constante {\displaystyle \rho }, les masses d'une couche et de la sphère à l'intérieur sont :{\displaystyle m_{\mathrm {couche} }=4\pi r^{2}\rho \,dr}et{\displaystyle m_{\mathrm {\text{intérieur}} }={\frac {4}{3}}\pi r^{3}\rho }
L'énergie requise pour une couche est le négatif de l'énergie potentielle gravitationnelle :{\displaystyle dU=-G{\frac {m_{\mathrm {couche} }m_{\mathrm {\text{intérieur}} }}{r}}}L'intégration sur toutes les couches donne :
{\displaystyle U=-G\int _{0}^{R}{\frac {(4\pi r^{2}\rho )({\tfrac {4}{3}}\pi r^{3}\rho )}{r}}dr=-G{\frac {16}{3}}\pi ^{2}\rho ^{2}\int _{0}^{R}{r^{4}}dr=-G{\frac {16}{15}}{\pi }^{2}{\rho }^{2}R^{5}}
Puisque {\displaystyle \rho } est simplement égal à la masse de l'ensemble divisée par son volume pour les objets de masse volumique uniforme, nous avons donc :{\displaystyle \rho ={\frac {M}{{\frac {4}{3}}\pi R^{3}}}}En remplaçant, on obtient :{\displaystyle U=-G{\frac {16}{15}}\pi ^{2}R^{5}\left({\frac {M}{{\frac {4}{3}}\pi R^{3}}}\right)^{2}=-{\frac {3GM^{2}}{5R}}}

## Masse équivalente
On peut lier une masse équivalente à l'énergie de liaison gravitationnelle à l'aide de la relation masse-énergie :
{\displaystyle {\begin{aligned}U=-{\frac {3GM^{2}}{5R}}=M_{\mathrm {liaison} }c^{2}\\M_{\mathrm {liaison} }=-{\frac {3GM^{2}}{5Rc^{2}}}\end{aligned}}}
Cela peut être vu comme une composante de masse négative du système. On peut facilement démontrer que cette composante négative ne peut jamais dépasser la composante positive d'un système. En effet, une énergie de liaison négative supérieure à la masse du système lui-même nécessiterait que le rayon du système soit inférieur à :
{\displaystyle R\leq {\frac {3GM}{5c^{2}}}}qui est plus petit que {\textstyle {\frac {3}{10}}} son rayon de Schwarzschild :
{\displaystyle R\leq {\frac {3}{10}}r_{\mathrm {s} }}
et donc jamais visible pour un observateur extérieur. Cependant, ce n'est qu'une approximation newtonienne et dans des conditions relativistes, d'autres facteurs doivent également être pris en compte.

## Sphères non uniformes
Les planètes et les étoiles ont une masse volumique qui augmente de la surface jusqu'à leurs noyaux comprimés beaucoup plus denses. En plus de cela, il y a des corrections relativistes à faire pour les objets de matière dégénérée tels les naines blanches et pulsars d'étoiles à neutrons.

Masse volumique des différentes couches d'une étoile à neutrons.

Les équations d'état relativistes des étoiles à neutrons incluent un graphique du rayon par rapport à la masse pour divers modèles. Les rayons les plus probables pour une masse d'étoile à neutrons donnée sont encadrés par les modèles AP4 (rayon le plus petit) et MS2 (rayon le plus grand).
L'énergie de liaison ({\displaystyle EL}) est le rapport de la masse équivalente d'énergie de liaison gravitationnelle à la masse gravitationnelle {\displaystyle M} de l'étoile à neutrons observée de rayon {\displaystyle R},
{\displaystyle EL={\frac {0{,}60\,\beta }{1-{\frac {\beta }{2}}}}}où{\displaystyle \beta ={\frac {GM}{Rc^{2}}}}
En considérant la masse comme une fraction de la masse solaire,
{\displaystyle M_{x}={\frac {M}{M_{\odot }}}}
alors l'énergie de liaison fractionnaire relativiste d'une étoile à neutrons est{\displaystyle EL={\frac {885{,}975\,M_{x}}{R-738{,}313\,M_{x}}}}

## Exemple de calcul
En supposant que la Terre est une boule de densité uniforme avec {\displaystyle M} = 5,97 × 1024 kg et {\displaystyle r} = 6,37 × 106 m, alors {\displaystyle U} = 2,24 × 1032 J, ce qui équivaut à peu près à une semaine de la production totale d'énergie du Soleil. Cela correspond également à 37,5 MJ/kg, soit 60 % de la valeur absolue de l'énergie potentielle par kilogramme à la surface.
Au niveau de la masse équivalente, le fait que la Terre soit une sphère gravitationnelle de sa taille actuelle « coûte » 2,494 21 × 1015 kg de masse, soit l'équivalent d'environ un quart de la masse de Phobos. Ainsi, si les atomes de la planète bleue étaient clairsemés sur un volume arbitrairement grand, la Terre pèserait 2,494 21 × 1015 kg de plus que sa masse actuelle.
La dépendance réelle de la densité terrestre à la profondeur est déduite des temps de trajet des ondes sismiques (voir l'équation d'Adams-Williamson (en)) donnée dans le modèle PREM. En utilisant cela, l'énergie de liaison gravitationnelle réelle de la Terre peut être calculée numériquement et donne {\displaystyle U} = 2,49 × 1032 J.